# Russell Ford
Russell Ford (18 agosto 1983) è un hockeista su prato australiano.

## Palmarès

### Olimpiadi
- 1 medaglia:
  - 1 bronzo (Londra 2012)

### Champions Trophy
- 3 medaglie:
  - 1 oro (Melbourne 2012)
  - 1 argento (Kuala Lumpur 2007)
  - 1 bronzo (Bhubaneswar 2014)